# Pro14 Rainbow Cup
Der Pro14 Rainbow Cup (aus Gründen des Sponsorings auch als Guinness Pro14 Rainbow Cup bekannt) war ein professioneller Rugby-Union-Pokalwettbewerb im Jahr 2021, der aus zwei separaten Turnieren bestand: dem Rainbow Cup für zwölf europäische Mannschaften und dem Rainbow Cup SA für vier südafrikanische Mannschaften. Die Sieger der beiden Wettbewerbe bestritten anschließend ein Endspiel, um den Gesamtsieger zu ermitteln. Da die Saison 2020/21 der Pro14 wegen der COVID-19-Pandemie nicht im vollen Umfang gespielt werden konnte, wurde dieses Turnier durchgeführt, um die Integration der vier südafrikanischen Mannschaften in die neue United Rugby Championship vor der Saison 2021/22 zu ermöglichen. Das Finale fand am 19. Juni 2021 statt und endete mit einem 35:8-Sieg des italienischen Teams Benetton Rugby Treviso gegen die Bulls aus Pretoria.

## Hintergrund

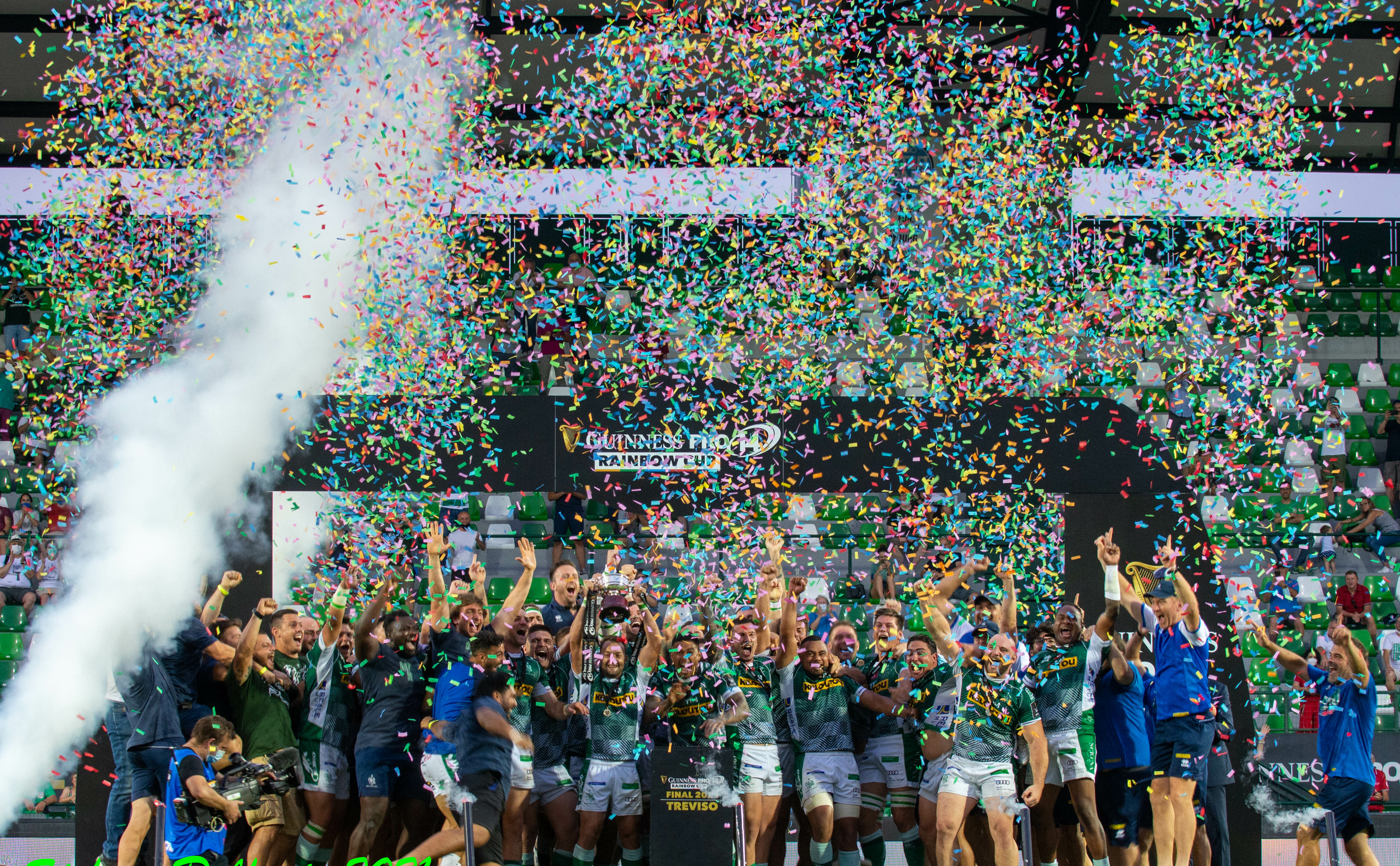
Siegesfeier des Teams von Benetton Rugby Treviso

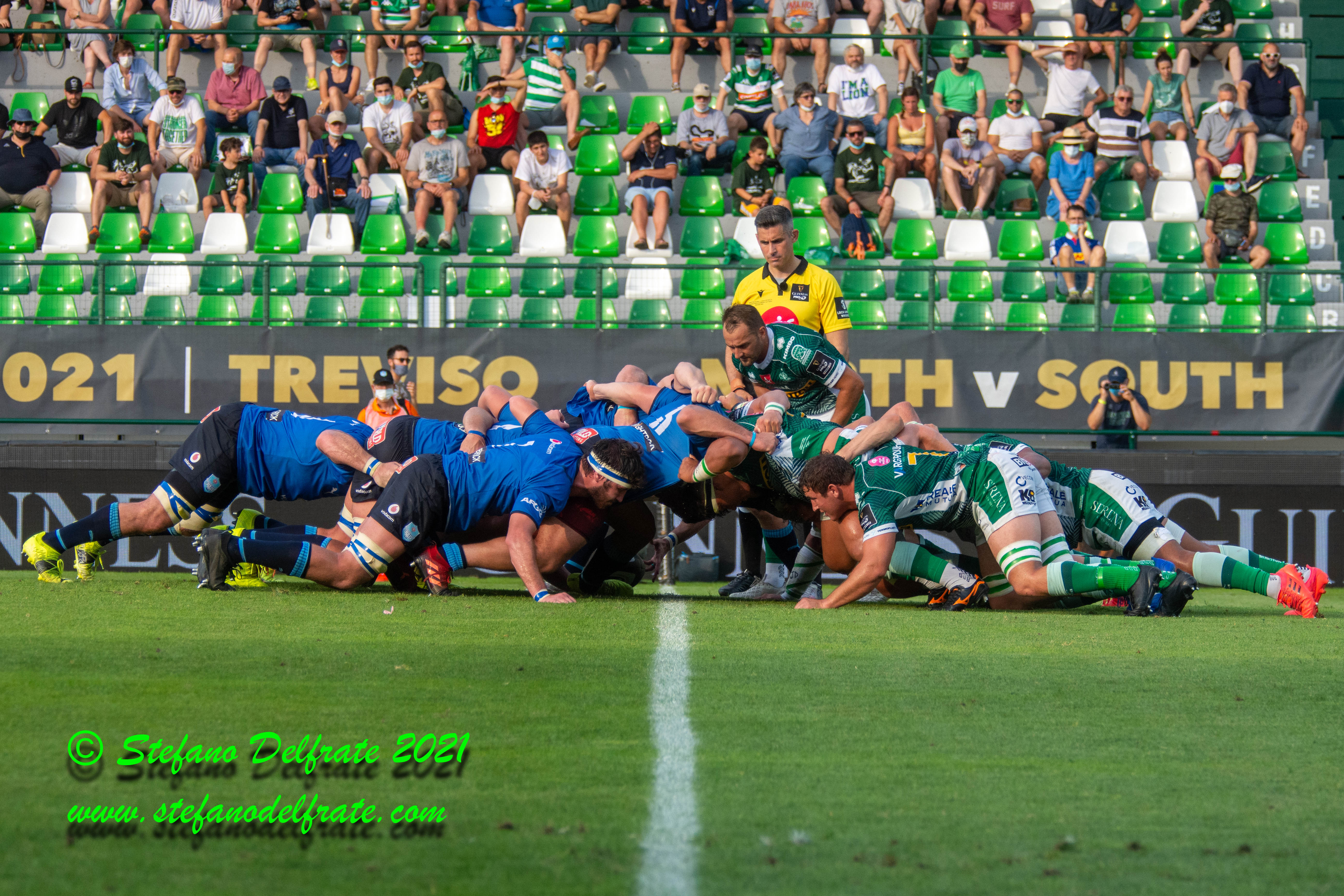
Spielszene im Finale

Die Pro14 2020/21 war auf zwölf Teams reduziert worden, da die beiden südafrikanischen Teams – die Cheetahs und die Southern Kings – aufgrund der COVID-19-Pandemie nicht das Land verlassen durften. Im September 2020 stellten die Southern Kings ihren Spielbetrieb ein, und der Rat der South African Rugby Union begann die Möglichkeit zu prüfen, ob die vier ehemaligen südafrikanischen Super-Rugby-Teams – die Bulls, die Lions, die Sharks und die Stormers – einer erweiterten Pro14 beitreten könnten.
Im Dezember 2020 gab die Organisation PRO14 Rugby bekannt, dass die reguläre Saison 2020/21 nach 16 Runden beendet und durch ein Finale abgeschlossen würde. Der Pro14 Rainbow Cup begann dann im April und sollte dazu dienen, die vier neuen südafrikanischen Teams auf die nachfolgende Saison hin zu integrieren. Da Südafrika im Juli und August 2021 Gastgeber der Tour der British an Irish Lions sein würde, diente das Turnier auch als eine Art Aufwärmveranstaltung für die britischen, irischen und südafrikanischen Spieler, die sich für die Tour empfehlen wollten. Acht südafrikanische Teams trugen im Februar und März 2021 eine Vorbereitungsserie (Preparation Series) aus, um vor dem Rainbow Cup wertvolle Spielpraxis zu sammeln. Aufgrund verschiedener Probleme im Zusammenhang mit den pandemiebedingten Reisebeschränkungen fiel im April 2021 der Beschluss, dass es mit Ausnahme des Endspiels keine hemisphärenübergreifenden Begegnungen geben wird.

## Format
Das Wettbewerbsformat wurde vor Beginn des Turniers mehrmals geändert und bestand schließlich aus zwei separaten Turnieren, die nebeneinander stattfanden. Im Rainbow Cup der nördlichen Hemisphäre traten die zwölf europäischen Pro14-Teams vom 23. April bis zum 12. Juni 2021 gegeneinander an. Es gab sechs Spielwochenenden über einen Zeitraum von acht Wochen, wobei jedes Team eine zusätzliche spielfreie Woche erhielt. Im Rainbow Cup SA der südlichen Hemisphäre spielte jedes der vier Teams zweimal gegeneinander, insgesamt wurden zwischen dem 1. Mai und dem 12. Juni 2021 sechs Runden ausgetragen. Es gab eine spielfreie Woche, in der jedes Team ein Freilos erhielt. Nach beiden Turnieren fand am 19. Juni ein Finale zwischen den bestplatzierten Mannschaften der nördlichen und der südlichen Hemisphäre statt.

## Tabellen
Pro14 Rainbow Cup (Europa)
|     | Team                   | Spiele | Siege | Unent. | Ndlg. | Spiel- punkte | Diff. | Bonus- punkte | Tabellen- punkte |
| --- | ---------------------- | ------ | ----- | ------ | ----- | ------------- | ----- | ------------- | ---------------- |
| 01. | Benetton Rugby Treviso | 5      | 4     | 1      | 0     | 125:78        | + 47  | 2             | 22               |
| 02. | Munster Rugby          | 5      | 4     | 0      | 1     | 170:75        | + 95  | 4             | 20               |
| 03. | Glasgow Warriors       | 5      | 4     | 0      | 1     | 121:117       | + 4   | 3             | 19               |
| 04. | Leinster Rugby         | 5      | 3     | 0      | 2     | 124:87        | + 37  | 3             | 15               |
| 05. | Cardiff Blues          | 5      | 3     | 0      | 2     | 124:123       | + 1   | 3             | 15               |
| 06. | Connacht Rugby         | 5      | 3     | 0      | 2     | 109:133       | − 24  | 2             | 14               |
| 07. | Scarlets               | 5      | 1     | 2      | 2     | 110:115       | − 5   | 3             | 13               |
| 08. | Ospreys                | 5      | 2     | 1      | 2     | 103:88        | + 15  | 1             | 11               |
| 09. | Edinburgh Rugby        | 5      | 1     | 1      | 3     | 126:140       | − 14  | 4             | 10               |
| 10. | Ulster Rugby           | 5      | 1     | 1      | 3     | 85:116        | − 31  | 4             | 8                |
| 11. | Dragons RFC            | 5      | 1     | 0      | 4     | 117:156       | − 39  | 3             | 7                |
| 12. | Zebre                  | 5      | 0     | 0      | 5     | 88:174        | − 86  | 3             | 3                |

Pro14 Rainbow Cup SA
|     | Team     | Spiele | Siege | Unent. | Ndlg. | Spiel- punkte | Diff. | Bonus- punkte | Tabellen- punkte |
| --- | -------- | ------ | ----- | ------ | ----- | ------------- | ----- | ------------- | ---------------- |
| 01. | Bulls    | 6      | 5     | 0      | 1     | 183:117       | + 66  | 5             | 25               |
| 02. | Stormers | 6      | 2     | 1      | 3     | 137:143       | – 6   | 5             | 17               |
| 03. | Sharks   | 6      | 3     | 0      | 3     | 153:179       | – 26  | 4             | 16               |
| 04. | Lions    | 6      | 1     | 1      | 4     | 127:161       | – 34  | 4             | 8                |

Die Punkte wurden wie folgt verteilt:
- 4 Punkte bei einem Sieg
- 2 Punkte bei einem Unentschieden
- 0 Punkte bei einer Niederlage (vor möglichen Bonuspunkten)
- 1 Bonuspunkt für vier oder mehr Versuche, unabhängig vom Endstand
- 1 Bonuspunkt bei einer Niederlage mit sieben oder weniger Punkten Unterschied

## Finale
| 19. Juni 2021 18:30 MESZ | Benetton Rugby Treviso | 35 : 8         | Bulls                                                    | Stadio Comunale di Monigo, Treviso Zuschauer: 1250 Schiedsrichter: Frank Murphy (Irland) |
| 19. Juni 2021 18:30 MESZ | Versuche: Ioane 5. n.erh. Els 31. n.erh. Strafversuch 40. Lamaro 42. erh. Padovani 57. n.erh. Erhöhungen: Garbisi (1/4) Straftritte: Garbisi (2/3) 20., 47. | (20:8) Bericht | Versuche: Tambwe 26. n.erh. Straftritte: Smith (1/1) 30. | Stadio Comunale di Monigo, Treviso Zuschauer: 1250 Schiedsrichter: Frank Murphy (Irland) |